# 앨프레드 대왕
앨프레드 대왕(고대 영어: Ælfred Micela 앨프레드 미켈라) 또는 앨프래드 대왕(고대 영어: Ælfræd Micela 앨프래드 미켈라), 알프레드 대왕(영어: Alfred the Great)은 9세기 후반 웨식스의 왕으로 브리튼섬의 앵글로색슨족을 하나로 뭉쳐 사실상 잉글랜드 통일을 이룬 주역이다.

## 생애
앨프레드는 웨식스 국왕 에그버트의 손자로, 영·프 해협의 북부에서는 9세기초의 수십 년 간에 앵글로색슨 7왕국 중에서 웨식스 왕국이 에그버트 치하에 전국을 통일했다. 그러나 이 통일 국가는 9세기 반경에 런던, 캔터베리, 요크를 공격하여 전 영토를 황폐하게 만든 데인족 바이킹에 의해서 멸망하였다.
871년 애설레드 1세의 뒤를 이어 웨식스의 왕이 된 앨프레드는 은화를 지불하고 바이킹들이 웨식스에서 떠나도록 하였다. 이후 몇 년 동안 데인족들은 머시아를 정복하였고 일부는 노섬브리아에 정착하였지만 결국 876년 다시 웨식스에 나타났다. 앨프레드는 그 동안 데인족의 침공에 대비해 왔기에 1년여에 걸쳐 방어하였고 877년 휴전하였다. 데인족은 머시아에 정착지를 만들고 겨울이 지나기를 기다렸다가 878년 다시 웨식스를 공격하였다. 급작스런 기습으로 앨프레드는 미처 방어선을 구축할 수 없었고 수도인 윈체스터를 버리고 서머싯 레벨즈로 도망가 몸을 숨겼다. 몇 달 동안 군사를 모은 앨프레드는 에딩턴 전투에서 대승을 거둬 데인족을 격퇴할 수 있었다. 이로서 데인족은 이스트앵글리아로 물러갔으며 웨식스와 최종적인 종전 조약을 맺었다. 이 시기 콘월에는 왕이 없었지만, 앨프레드의 자문이자 셔번의 주교였던 아세르는 콘월을 웨식스와 분리된 별개의 왕국으로 기록하고 있다.
879년 다시 한 번 침공을 벌이기 위해 바이킹들이 해협을 건너 템즈강 어귀에 집결하면서 앨프래드는 거대한 바이킹 군대와 홀로 대적해야 하는 위기에 처했다. 이 해 앨프레드는 극적으로 통치를 강화하고 웨식스를 방어하는 한 편 전함을 건조하였다. 앨프레드는 지방 행정 조직을 방어 거점인 "부르흐"를 중심으로 재편하였다. 이 방어 체게는 10세기 문헌인 《부르갈 히다게》(Burghal Hidage, 부르흐 세금 목록)에 자세히 기록되어 있는데 앨프레드 당시 웨식스에는 서른 셋의 부르흐가 요새화되어 있었다. 부르흐 건설에서 가장 큰 변화를 보인 곳은 웨식스의 수도였던 윈체스터로 성벽 안쪽의 로마시대 도로를 무시하고 새롭게 격자로 구획된 도로를 닦았다. 당시 도로 건설에서 측량을 위해 66피트 길이의 자를 이용했는데, 이는 웨식스의 표준 도량형이 되었다.:109
앨프레드는 행정적으로는 왕국을 주, 군, 10인조로 분할하였고, 재판 조직을 정비하고 관습법을 집대성하여 단일 법전을 편찬하는 등 법원을 개혁하여 법제를 새로 정비하였으며, 잉글랜드 전역과 유럽에서 학자들을 초빙하여 비드와 보에티우스와 같은 수많은 교부들이 저술한 저서들을 포함한 여러 라틴어 문헌들을 고대 영어로 번역하게 하였고 그 자신도 스스로 라틴어의 여러 문헌을 고대 영어로 번역하기도 하였다. 또한 이 시기에 《앵글로색슨 연대기》가 집필되는 등 고대 영어가 문자로 기록되기 시작하였다.
앨프레드는 데인족의 영향력 아래에 있던 머시아를 되찾고자 했던 머시아의 애설레드를 자신의 딸인 애설플레드와 결혼시켜 혼인 동맹을 맺고 머시아를 웨식스의 영향력 아래에 두고자 했으며, 890년대 이후로도 데인로에 정착한 데인족 부대와 바다를 건너온 소규모 데인족 부대들이 침공하는 등 웨식스와 머시아는 끊임없이 데인족의 공격에 시달렸다. 그러나 유럽에서 유입되는 대규모 침공은 더 이상 없었기 때문에 웨식스는 거의 대부분의 공격을 효과적으로 방어할 수 있었고 점차 힘의 균형추는 웨식스 쪽으로 기울기 시작했다.
앨프레드는 899년에 죽었으며 사후에는 전설시가의 주인공이 되었다. 그의 계승자들은 앨프레드가 착수한 일을 완성하여 데인로 전역을 복종시키는 데 성공했으나, 그 대신 이 지역의 백(伯)의 권한을 확대했기 때문에 일종의 봉건화의 단서를 열게 되었다. 그중 에드가는 처음으로 영국왕의 칭호를 얻었다.
그의 지배가 미친 곳은 예로부터 앵글로색슨의 영역이었던 섬의 중부 및 동부 지역으로 스코틀랜드, 아일랜드, 웨일스도 독립해 있었다고는 하지만 실제로는 그에게 종속되어 있었다. 교회가 행한 그레이트브리튼섬에서의 여러 가지 활동은 효과를 거두었다. 아일랜드에서는 전통을 가진 수도원 제도를 중심으로 하여, 또한 영국에서는 때로 왕의 보호를 받는 조직화된 사제들에 의해서 활동이 추진되었다.

## 같이 보기
- 웨식스
- 구스룸
- 바이킹 시대

## 참고 자료
- 이 문서에는 다음커뮤니케이션(현 카카오)에서 GFDL 또는 CC-SA 라이선스로 배포한 글로벌 세계대백과사전의 내용을 기초로 작성된 글이 포함되어 있습니다.